# Lama, Haute-Corse
Lama là một xã ở tỉnh Haute-Corse trên đảo Corse, Pháp. Xã này có diện tích 19,92 km², dân số năm 1999 là 130 người. Khu vực này có độ cao 480 mét trên mực nước biển.